# Junceella racemosa
Junceella racemosa är en korallart som först beskrevs av Wright och Studer 1889.  Junceella racemosa ingår i släktet Junceella och familjen Ellisellidae. Inga underarter finns listade i Catalogue of Life.